# Bridge Olympiad
Bridge Olympiad est un jeu vidéo de bridge sorti en 1993 sur PC. Il a été développé par T-Time Technology et édité par Quantum Quality Productions. Il s'agit du premier jeu vidéo développé à Taïwan à être sorti dans le monde entier.